# Строинцы (Тывровский район)
Стро́инцы (укр. Строїнці) — село на Украине, находится в Тывровском районе Винницкой области.
Код КОАТУУ — 0524586501. Население по переписи 2001 года составляет 1631 человек. Почтовый индекс — 23340. Телефонный код — 4355.
Занимает площадь  2,2 км².

## Адрес местного совета
23340, Винницкая область, Тывровский р-н, с. Строинцы, ул. 50-летия Октября, 14